# Offensive de Najran
Guerre civile yéménite
Batailles
- Bataille d'Amran
- 1re Bataille de Sanaa
- Bataille de l'aéroport d'Aden
- 1re Bataille d'Aden
- Bataille de Taëz
- 1re Bataille de Moukalla
- 2e Bataille de Moukalla
- 2e Bataille de Sanaa
- 2e Bataille d'Aden
- Bataille d'al-Hodeïda
- Prise de Socotra
- 3e Bataille d'Aden
- 4e Bataille d'Aden
- Offensive de Najran
- Attaque d'Abqaïq et de Khurais
- Offensive d'Al Bayda
- Offensive d'Al Jawf
- Bataille de Marib

Loffensive de Najran a lieu du 25 au 28 août 2019 lors de la guerre civile yéménite.

## Déroulement
Le 25 août 2019, les Houthis lancent une offensive dans le nord du Yémen, près de la région de Najran, en Arabie saoudite,,. Elle est baptisée la « Victoire grâce à Dieu ». L'infanterie est soutenue par des drones, des missiles et des unités de défense aérienne. Pendant quatre jours, les troupes yéménites sont encerclées par les rebelles. Au terme de l'offensive, les Houthis se sont emparés de 350 kilomètres carrés de territoire.

## Pertes
Un mois plus tard, le 28 septembre, le porte-parole militaire des Houthis déclare que « trois brigades militaires ennemies étaient tombées » dans l'attaque, il dévoile des images filmées et revendique la capture de plusieurs milliers de soldats et de plusieurs centaines de véhicules blindés,,. 
Le 29 septembre, le porte-parle des Houthis, Yahya Saree, déclare que « plus de 200 combattants (loyalistes) ont été tués dans des attaques de drones et des tirs de missiles alors qu’ils tentaient de s’échapper ou de se rendre » et que « plus de 2 000 combattants ont été faits prisonniers ». Alors que les Houthis avaient initialement annoncé avoir capturé des Saoudiens, Yahya Saree précise que la plupart des prisonniers sont des Yéménites.
Le même jour, un responsable militaire yéménite déclare anonymement à l'AFP qu'environ 200 soldats ont été tués dans l'offensive, mais que le nombre des prisonniers est toutefois « inférieur » à celui avancé par les Houthis, étant selon lui « proche de 1 300 soldats », dont 280 blessés.